# Черняхівська сільська рада (Кагарлицький район)
| Черняхівська сільська рада — колишній орган місцевого самоврядування у Кагарлицькому районі Київської області з адміністративним центром у с. Черняхів. Історична дата утворення: в 1919 році. Водоймища на території, підпорядкованій даній раді: річки Кобрин. Сільській раді підпорядковані населені пункти: - с. Черняхів |

## Склад ради
Рада складається з 16 депутатів та голови.

### Керівний склад ради
| ПІБ                           | Основні відомості                                    | Дата обрання | Дата звільнення |
| ----------------------------- | ---------------------------------------------------- | ------------ | --------------- |
| Безвербний Володимир Іванович | Сільський голова, 1966 року народження, освіта       | 26.03.2006   | 31.10.2010      |
| Безвербний Володимир Іванович | Сільський голова, 1966 року народження, освіта вища, | 31.10.2010   |                 |

Примітка: таблиця складена за даними джерела